# Tales of Suspense
Tales of Suspense è una serie a fumetti antologica, pubblicata dalla Marvel Comics dal gennaio 1959 al marzo 1968. Nel marzo 1963, sul n. 39, vi esordì il personaggio di Iron Man.

## Storia editoriale
Esordisce nel gennaio 1959 come rivista antologica di racconti a fumetti di fantascienza e horror ma la crescita della popolarità negli anni sessanta dei supereroi, spinsero l'editore a farle ospitare anche storie super-eroistiche che divennero poi le sole presenti escludendo completamente le storie brevi di suspense che davano il titolo alla testata. Nel n. 39 esordisce il personaggio di Iron Man che continuò a essere presente fino al n. 99, quando la testata venne chiusa, per continuare sulla serie Iron Man and Sub-Mariner e successivamente nella testata omonima dedicata al personaggio, Iron Man (Vol. 1). Dal n. 58 compaiono anche storie di Capitan America che saranno presenti fino alla chiusura della testata per poi proseguire nel 1965 nella testata omonima, Capitan America (Vol. 1), che esordì successivamente alla chiusura della testata proseguendone la numerazione. Compare anche il personaggio dell'Osservatore presente come narratore della serie Tales of the Watcher dal n. 49 al n. 58.
Nel gennaio 1995 la Marvel ha pubblicato un volume omonimo dedicato a un team-up tra Capitan America e Iron Man realizzata da James Robinson (storia), e Colin MacNeil (disegni). Nel febbraio 2005 fu pubblicato un altro volume unico omonimo della testata che si ristampò Captain America (Vol.5) n. 1 e Iron Man (Vol. 4) n. 1.